# Haydée Castillo
Haydée Castillo de López Acosta (1934) es una política y economista venezolana. Durante su trayectoria política, Castillo ha sido Ministra de Fomento de Venezuela, además de diputada y senadora del Congreso Nacional. También ha sido Individuo de Número de la Academia Nacional de Ciencias Económicas, ocupando el sillón No. 18.

## Biografía

### Formación académica e inicios en la política
Estudió economía en la Universidad Central de Venezuela (UCV), graduándose como economista en 1956. Posteriormente obtuvo un postgrado en economía agrícola en la Universidad de Wisconsin, Estados Unidos, y uno en derecho de la integración en la UCV. Entre 1972 y 1974 presidió la Federación de Colegios de Economistas de Venezuela y entre 1973 y 1976 fue directora de la Comisión Nacional de Valores. Castillo fue vicepresidenta del partido socialcristiano COPEI desde 1979 hasta 1999.

### Ministra de Fomento y diputada del Congreso
Fue ministra de Fomento de Venezuela entre 1969 y 1971, durante la primera presidencia de Rafael Caldera. Desde 1979 hasta 1994 sirvió como diputada al Congreso Nacional de Venezuela. En el Congreso se desempeñó como Vicepresidenta de la Comisión de Finanzas de Diputados entre 1979 y 1982, como la Primera Vicepresidenta de la Cámara de Diputados entre 1982 y 1984 y presidió la Comisión de Política Exterior de Diputados entre 1989 y 1990, además de dirigir la fracción parlamentaria de COPEI entre 1992 y 1994.
En mayo de 1975 organizó el Congreso Venezolano de Mujeres, realizado en Caracas y presidido por Helena Fierro y primera mujer presidenta de la Corte Suprema de Justicia, junto con Elia Borges de Tapia, Margot Boulton de Bottome, Olga Luzardo, Isabel Carmona de Serra, Argelia Laya, Raquel Reyes, Tecla Tofano, Esperanza Vera y Elizabeth Farías.

### Senadora del Congreso
Entre 1994 y 1999 sirvió como senadora en el Congreso, donde fue la primera vicepresidenta del Senado entre 1996 y 1998, además de presidir las comisiones del Senado de Política Exterior entre 1994 y 1996 y la de Economía en 1999. Entre 1992 y 1996 integró el Comité Ejecutivo de la Unión Interparlamentaria Mundial.

### Membresía en la Academia Nacional de Ciencias Económicas y docencia
Castillo ha sido Individuo de Número de la Academia Nacional de Ciencias Económicas, donde ha ocupado el sillón No. 18 y ha sido su vicepresidente entre 2001 y 2003. También ha sido profesora de economía de la UCV en la Escuela de Ingeniería Eléctrica de la Facultad de Ingeniería y tanto la Escuela de Derecho y como de Estudios Políticos de la Facultad de Derecho. Escribió el libro “La Nacionalización del Puerto de La Guaira”, al igual que varios artículos en periódicos y revistas nacionales.

## Vida personal
El 23 de noviembre de 2004 su hijo, el abogado Antonio López, fue abatido por efectivos del Cuerpo de Investigaciones Científicas, Penales y Criminalísticas (CICPC), acusándolo de estar vinculado con el asesinato del fiscal Danilo Anderson, encargado de investigar los Sucesos de Puente Llaguno en 2002. Horas después, efectivos de la Dirección de los Servicios de Inteligencia y Prevención (DISIP) allanaron su residencia, la detuvieron a ella y a su esposo Antonio López Acosta y se les imputaron los cargos ocultamiento de armas de fuego y explosivos; la pareja rechazó las acusaciones. Los funcionarios de la DISIP entraron a la vivienda sin orden de allanamiento. Otra irregularidad ocurrida fue que el fiscal del Ministerio Público llegó hora y media después del allanamiento de la residencia, tiempo que ponía en duda el procedimiento y la evidencia recolectada. Castillo y su cónyuge fueron procesados por el juez Maikel Moreno. El 25 de noviembre el tribunal les concedió libertad condicional por su avanzada edad, acordando su presentación periódica cada 30 días y una prohibición de salida del Área Metropolitana de Caracas. Para entonces el matrimonio expresó su intención de apelar la decisión al haber nulidad «absoluta».

## Obras
- La nacionalización del Puerto de La Guaira

## Condecoraciones
- Gran Cordón de la Orden del Libertador
- Orden al Mérito en el Trabajo
- Orden Andrés Bello
- Ordre National du Mérite de la Republique Françoise
- Ordine al Merito della Repubblica Italiana
- Ordre de la Couronne du Royaume de Belgique[2]